# Суайта
Суайта (исп. Suaita) — город и муниципалитет в северо-восточной части Колумбии, на территории департамента Сантандер. Входит в состав провинции Комунера.

## История
Поселение, из которого позднее вырос город, было основано Мартином Галеано 1 апреля 1699 года.

## Географическое положение

Муниципалитет Суайта

Город расположен в южной части департамента, в горной местности Восточной Кордильеры, на расстоянии приблизительно 113 километров к юго-западу от города Букараманги, административного центра департамента. Абсолютная высота — 1641 метр над уровнем моря.
Муниципалитет Суайта граничит на севере с территориями муниципалитетов Гуадалупе и Ойба, на западе — с муниципалитетом Сан-Бенинто, на востоке — с муниципалитетом Чарала, на юго-востоке — с муниципалитетом Гамбита, на юго-западе — с территорией департамента Бояка. Площадь муниципалитета составляет 280,82 км².

## Население
По данным Национального административного департамента статистики Колумбии, совокупная численность населения города и муниципалитета в 2015 году составляла 10 277 человек.
Динамика численности населения муниципалитета по годам:
| 2005   | 2006   | 2007   | 2008   | 2009   | 2010   | 2011   | 2012   | 2013   | 2014   | 2015   |
| ------ | ------ | ------ | ------ | ------ | ------ | ------ | ------ | ------ | ------ | ------ |
| 10 975 | 10 900 | 10 826 | 10 748 | 10 679 | 10 612 | 10 552 | 10 477 | 10 408 | 10 338 | 10 277 |

Согласно данным переписи 2005 года мужчины составляли 51,9 % от населения Суайты, женщины — соответственно 48,1 %. В расовом отношении белые и метисы составляли 99,8 % от населения города; негры, мулаты и райсальцы — 0,1 %; индейцы — 0,1 %.
Уровень грамотности среди всего населения составлял 84,9 %.

## Экономика
Основу экономики Суайты составляет сельское хозяйство. Основными возделываемыми культурами являются сахарный тростник, кофе и цитрусовые.
45,8 % от общего числа городских и муниципальных предприятий составляют предприятия торговой сферы, 36,1 % — предприятия сферы обслуживания, 17,6 % — промышленные предприятия, 0,5 % — предприятия иных отраслей экономики.

## Транспорт
К востоку от города проходит национальное шоссе № 45А (исп. Ruta Nacional 45А).